# Sepullia
Sepullia is een geslacht van halfvleugeligen uit de familie Aphrophoridae. De wetenschappelijke naam van dit geslacht is voor het eerst geldig gepubliceerd in 1866 door Stål.

## Soorten
Het geslacht Sepullia omvat de volgende soorten:
- Sepullia blenna (Stål, 1855)
- Sepullia bukamensis Lallemand, 1920
- Sepullia callosa Lallemand, 1935
- Sepullia funebris (Stål, 1855)
- Sepullia johannae Lallemand, 1920
- Sepullia murrayi (Fairmaire & Signoret, 1858)
- Sepullia nigropunctata Stål, 1866
- Sepullia peregrina Hesse, 1925
- Sepullia rufa (Thunberg, 1822)
- Sepullia sankisiensis Lallemand, 1920
- Sepullia stali Hesse, 1925
- Sepullia umzila Distant, 1908